# John Neumeier
John Neumeier (født 24. februar 1939) er en amerikansk balletdanser, koreograf og instruktør, som har været instruktør og chefkoreograf for Hamburg Ballet siden 1973. Fem år senere grundlagde han Hamburg Ballet School, som også omfatter en kostskole for studerende. I 1996 blev Neumeier balletchef for Hamburg Staatsoper.

## Biografi
Neumeier blev født i Milwaukee, Wisconsin, hvor han fik sin første balletuddannelse. Han fortsatte sin dansetræning i Chicago på Stone-Camyrn School of Ballet og optrådte blandt andre med Sybil Shearer og Ruth Page. Efter at have afsluttet en B.A. i engelsk litteratur og teaterstudier ved Marquette University i 1961, fortsatte han sin uddannelse i København hos Vera Volkova og på Royal Ballet School i London. I 1963 blev han engageret til Stuttgart Ballet under John Crankos ledelse og blev hurtigt forfremmet til solist. I 1969 blev Neumeier direktør for Frankfurt Ballet, før han blev direktør og chefkoreograf ved Hamburg Ballet i 1973. Fra 1971 til 1974 var Neumeier også gæstekoreograf for Royal Winnipeg Ballet, hvor han leverede repertoire og iscenesatte sin version af Nøddeknækkeren. Han har stået for koreografien på en række opførelser på Det kongelige teater i perioden 1972 til 2022.

## Samarbejdet med den kongelige opera
Det halvtredsårige samarbejde med operaen på det kongelige teater i København omfattede blandt andet en opførelse af Othello i 1990. Opsætningen vakte begejstring hos anmeldere og publikum ligesom så mange andre opsætninger, hvor Neumeier stod for koreografien. En genopførelse blev planlagt i 2019, men på grund af Covid-19 blev prøverne først påbegyndt i 2022. På baggrund af, at nogle af danserne havde angiveligt havde været utrygge ved en scene, som kunne opfattes som nedsættende overfor deres "hudfarve og etnicitet, pågik forhandlinger mellem Kasper Holten og Neumeier om muligheden for at ændre denne scene. Den 20. maj 2022 skulle der have været afholdt et møde med de implicerede parter, men den 19. maj valgte Kasper Holten at aflyse mødet, ligesom han meddelte Neumeier, at Othello formentlig ville blive erstattet med En skærsommernatsdrøm. I løbet af efteråret holder parterne kontakten, men sagen går i hårdknude, blandt andet fordi Holten i Deadline på DR2 har udtalt, at det påvirker arbejdsmiljøet i negativ retning, "når Niemeier er i huset. Niemeier har udtalt, at han ikke tidligere i forløbet var blevet konfronteret med "dørligt arbejdsklima, ligesom han aldrig havde hørt om klager fra danserne. Tværtimod har han altid følt sig velkommen i den kongelige opera.

## Kendte værker
Neumeiers koreografiske produktion består af mere end 120 værker. Mange er baseret på litterære kilder, såsom Don Juan (skabt til Frankfurt Ballet, 1972), Hamlet Connotations (1976), Kameliadamen (Stuttgart Ballet, 1978, 2010), Peer Gynt (1989), Døden i Venedig (2003), Den Lille Havfrue (Den Kongelige Ballet, 2010), Liliom (2011) og Tatiana (2014). Af særlig betydning er hans bearbejdelser af skuespil af William Shakespeare, herunder Romeo og Julie , En skærsommernatsdrøm (1977), Othello (1985), Som du kan lide det (1985) og Hamlet (Den Kongelige Ballet 1985). Han har nyfortolket mange af det 19. århundredes skelsættende klassikere: Nøddeknækkeren (Frankfurt Ballet, 1971), der foregår i ballettens verden fra det 19. århundrede, Illusioner, som Svanesøen (1976), løst baseret på Ludwig II af Bayerns liv, Tornerose (1978) og Giselle (2000). Han har koreograferet værker om bibelske emner, herunder The Legend of Joseph (Wien State Ballet, 1977), Matthæus Passion(1981), Magnificat (Paris Opera Ballet, 1987), Requiem (1991), Messias (1999) og Christmas Oratorio (2007, 2013). Hertil kommer en række balletter inspireret af mytologiske emner: Daphnis et Chloe (Frankfurt Ballet, 1972), Sylvia (Paris Opera Ballet, 1997), Orfeus (2009), Tristan (1982) Sagaen om Kong Arthur (1982) og Parzival - Episoder og Ekko (2006). Neumeier er især inspireret af Vaslav Nijinskijs liv og værk[18] og har produceret flere balletter om ham: Vaslav (1979), Nijinskij i fuld længde (2000) og Le Pavillon d'Armide (2009). Neumeier har også koreograferet en række balletter til Gustav Mahlers musik, herunder det biografiske Purgatorio (2011), der er Deryck Cookes rekonstruktion af Mahlers tiende symfoni. Derudover har Neumeier koreograferet Mahlers første (Lieb' und Leid und Welt und Traum, Ballet of the 20th Century, 1980), Third (1975), Fourth (Royal Ballet, 1977), femte (1989), sjette (1984) og niende (I mellem, 1994) symfonier samt Rückert-Lieder (1976), Des Knaben Wunderhorn (Soldatersange, 1989) og Jordens sang (Paris Opera Ballet, 2015). I 2017 skabte og instruerede han en ny produktion af Glucks Orfeo ed Euridice til Lyric Opera of Chicago featuring Joffrey Ballet.

## Udmærkelser
- 1988 og 2008: Deutscher Tanzpreis
- 1992: Prix Benois de la Danse for bedste koreografi (første modtager, for Windows on Mozart)
- 2003: Æreslegionen
- 2006: Æresborger i Hamborg
- 2007: Herbert von Karajans Musikpris
- 2013: Gustaf Gründgens Pris
- 2015: Kyoto-prisen
- 2017: Prix de Lausanne Life Achievement Award (første modtager)
- 2021: Ingenio et arti Den Kgl. Opera 19.maj København.